# Communauté de communes du Pays Toy
Die Communauté de communes du Pays Toy ist ein ehemaliger französischer Gemeindeverband mit der Rechtsform einer Communauté de communes im Département Hautes-Pyrénées in der Region Okzitanien. Sie wurde am 18. April 1997 gegründet und umfasste 15 Gemeinden. Der Verwaltungssitz befand sich im Ort Viella. Der Gemeindeverband war nach der Landschaft Pays Toy benannt.

## Historische Entwicklung
Mit Wirkung vom 1. Januar 2017 fusionierte der Gemeindeverband mit 
- Communauté de communes de la Vallée de Saint-Savin,
- Communauté de communes du Val d’Azun sowie
- Communauté de communes de la Vallée d’Argelès-Gazost

und bildete so die Nachfolgeorganisation Communauté de communes Pyrénées Vallées des Gaves.

## Ehemalige Mitgliedsgemeinden
1. Barèges
2. Betpouey
3. Chèze
4. Esquièze-Sère
5. Esterre
6. Grust
7. Luz-Saint-Sauveur
8. Saligos
9. Sassis
10. Sazos
11. Sers
12. Viella
13. Viey
14. Viscos
15. Vizos